# روبيرت أودونجكارا
روبيرت أودونجكارا (بالإنجليزية: Robert Odongkara)‏ (2 سبتمبر 1989 كامبالا أوغندا - ) هو لاعب كرة قدم أوغندي، شارك في كأس الأمم الأفريقية 2017.

## روابط خارجية
- روبيرت أودونجكارا على موقع الاتحاد الدولي (مؤرشف)  (الإنجليزية)
- روبيرت أودونجكارا على موقع قاعدة بيانات كرة القدم.إي يو (الإنجليزية)
- روبيرت أودونجكارا على موقع ناشيونال فوتبول تيمز (الإنجليزية)
- روبيرت أودونجكارا على موقع Soccerway.com (الإنجليزية)
- روبيرت أودونجكارا على موقع عالم كرة القدم.نت (الإنجليزية)